# Wiesen (Aschafemburgo)
Wiesen é um município da Alemanha, localizado no distrito Aschafemburgo, no estado de Baviera.